# فوتاگلیپتین
فوتاگلیپتین (انگلیسی: Fotagliptin) یک مهارکننده DPP-4 در حال آزمایش برای درمان دیابت نوع ۲ است و مانند سایر مهارکننده‌های DPP-4، با افزایش GLP-1 (پپتید شبه گلوکاگونی-۱) و GIP (پلی‌پپتید انسولینوتروپیک وابسته به گلوکز) تولید درون‌زا کار می‌کند.